# Agricola Village
Agricola Village es una localidad de Guyana en la región Demerara-Mahaica. 

## Demografía
Según censo de población 2002 contaba con 3081 habitantes. La estimación 2010 refiere a 3237 habitantes.
Ocupación de la población
| Dato      | Funcionarios | Profesionales y técnicos | Clero | Comercio y Servicios | Act. agrícolas | Act. industriales | Ocup. elementales | S/D | Total |
| --------- | ------------ | ------------------------ | ----- | -------------------- | -------------- | ----------------- | ----------------- | --- | ----- |
| Población | 20           | 117                      | 116   | 427                  | 15             | 132               | 304               | 948 | 2079  |